# 高見のり子
高見のり子（たかみ のりこ、本名：高見 典子、9月9日 - ）は大阪府大阪市出身の歌手。血液型A型。

## 芸歴
大阪梅田コマ劇場ミュージカルチームに所属。
舞台経験を重ね、退団。その後、上京。北島三郎の許で経験を積む。
北島の舞台にゲスト出演の他、数多くの舞台に出演。最近では、新たなチャレンジとして精力的にLive活動をしている。

## 作品
日本クラウンよりデビュー
- 1991年6月「水鏡／月明かり」（作詞・作曲　小椋佳）
- 1993年10月「大阪雨情／涙の理由」
- 1995年3年「長崎雨情／人来夢」
- 1997年9月「魅せられてサッポロ／ロックグラス」（ロス・プリモスとのデュエット曲）

## 受賞
- 1991年9月ABC歌謡ゴールデン大賞　新人グランプリ　シルバー賞
- 1991年10月第18回　横浜音楽祭　新人賞
- 1991年10月第24回　新宿音楽祭　銀賞